# Lieselotte Seibel-Emmerling
Lieselotte Seibel-Emmerling (ur. 3 lutego 1932 w Leobschütz, dziś Głubczyce) – niemiecka polityk, nauczycielka i samorządowiec, parlamentarzystka krajowa, posłanka do Parlamentu Europejskiego I i II kadencji.

## Życiorys
W 1949 zdała maturę w gimnazjum realnym, następnie studiowała psychologię, pedagogikę i socjologię na Wolnym Uniwersytecie Berlińskim. Pracowała później jako nauczycielka i dyrektorka szkół w Norymberdze. Wstąpiła do Socjaldemokratycznej Partii Niemiec. Do 1981 kierowała lokalnymi strukturami powiązanego z partią związku zawodowego Arbeitsgemeinschaft Sozialdemokratischer Frauen we Frankonii, była też konsultantką Gewerkschaft Erziehung und Wissenschaft w Bawarii.
Od 1968 do 1980 zasiadała w bawarskim landtagu, gdzie była rzeczniczką partii ds. konsumentów. W 1979 i 1984 uzyskiwała mandat posłanki do Parlamentu Europejskiego. Przystąpiła do grupy socjalistycznej. Została przewodniczącą Delegacji ds. stosunków z Jugosławią (1985–1987) i wiceprzewodniczącą Komisji ds. Młodzieży, Kultury, Edukacji, Informacji i Sportu (1987–1989); stanęła też na czele międzyparlamentarnej komisji ds. zwierząt. Należała również m.in. do Komisji ds. Praw Kobiet oraz Komisji ds. Środowiska Naturalnego, Zdrowia Publicznego i Ochrony Konsumentów.
Odznaczona m.in. Orderem Zasługi Republiki Federalnej Niemiec i Bawarski Order Zasługi.